# 秋ヶ瀬公園
秋ヶ瀬公園（あきがせこうえん）は、埼玉県さいたま市桜区大字栄和、大字大久保領家、大字山久保、大字神田、大字下大久保、大字上大久保、大字町谷、大字西堀、大字道場ほか地内（飛地）の荒川左岸と鴨川右岸に挟まれた場所に位置する埼玉県営の都市公園（都市緑地）である。荒川第一調節池内にある。
指定管理者制度により埼玉県公園緑地協会が管理・運営しており、管理センターはレクリエーション施設から離れた敷地東端・鴨川左岸の桜区道場15-18に所在する。

## 概要
敷地は荒川沿いの羽根倉橋と秋ヶ瀬橋間の南北約3km、荒川左岸堤内地内と鴨川右岸の間を東西に沿った約1.5Km四方で、100.1haが開設されている。163.7haが都市計画決定されている。旧浦和市時代の1971年（昭和46年）6月1日に開園した。

## 貯水池としての役割
秋ヶ瀬公園は荒川第一調節池の範囲に含まれており、荒川が増水した際の遊水地、貯水池として機能する。

## 開設時間
開設時間は公式サイトを参照のこと

## アクセス
- 秋ヶ瀬橋側ゲート - 浦和駅西口・中浦和駅・志木駅東口から国際興業バス志01系統で「さくら草公園」バス停下車、徒歩5分。
- 羽根倉橋側ゲート - 志木駅東口・南与野駅から国際興業バス志03-3系統・浦和駅西口から浦13系統などで「下大久保」バス停下車、羽根倉橋方向へ徒歩約20分
- 管理センター - 浦和駅西口から浦13系統などで「道場」バス停下車、鴨川堤防方向へ徒歩5分

## 園内施設
- スポーツ施設ゾーン（要予約）
  - 野球場
  - ソフトボール場
  - サッカー場
  - ラグビー場
  - テニスコート
- 利用緑地ゾーン
  - トリム広場
  - 希望の国広場
  - 西洋庭園
  - 子供の森
  - 屋外炊飯場（要予約）
  - バーベキューエリア
- 自然保護緑地ゾーン
  - 野鳥園
  - 野鳥の森
  - ピクニックの森

## 秋ヶ瀬ヘリポート
秋ヶ瀬ヘリポートは埼玉県が運営管理する防災ヘリポートであり、秋ヶ瀬橋の北東寄りに位置する。県の交通政策部門が公園の整備に合わせて1971年に設置したものであるが、秋ヶ瀬公園と併せて公園事務所が管理を担っている。
当施設は浦和駅・西浦和駅に近いものの民間利用が事実上出来ないため、川島ヘリポートなどと成田空港間のチャーター・ヘリコプターを運航している雄飛航空が対岸の志木市立秋ヶ瀬運動公園近くの農地を臨時離着陸場の「浦和西ヘリポート」として整備させ、成田国際空港間を「成田ヘリ・エクスプレス浦和西」として2006年10月から不定期就航される計画があったが、志木市側が土地利用や騒音・振動被害などについて難色を示し、秋ヶ瀬エリアからの発着は頓挫している。

## 周辺施設
- 広大な河川敷に位置する関係で、北側の1Kmほど離れた場所に荒川総合運動公園、南隣にさくら草公園（いずれもさいたま市設置）および荒川彩湖公園といった大規模な公園が整備されている。
- 対岸の志木市側にも大字宗岡に「志木市立秋ヶ瀬運動公園」が整備されている。
- 秋ヶ瀬橋と羽根倉橋の間の荒川上に秋ヶ瀬取水堰がある。
- 公園南側と荒川河川敷側に新日本観光の「浦和ゴルフ倶楽部」（「浦和新日本ゴルフ練習場」を併設）のコースが置かれており、見た目は公園緑地と一体化するように整備されている。しかし、コースの北側（第1ホール〜第9ホール）は都市計画上は当公園の整備予定地であり、行政側は敷地の返還を求め続けている。
- また、管理事務所が所在する「堤内区域」（都市計画面積は11.6ha）は、2003年にさいたま市に都市計画決定の権利が変更されているため、この区域をさいたま市へ移管する事を求める声もある。
- 東へ抜けると鴨川堤外地の水田地帯となり、高建造物である電波塔の「平野原送信所」と「NHK新開ラジオ送信所」がある。
- 1990年代から2003年にかけて秋ヶ瀬橋・さくら草公園寄りに埼玉県による「秋ヶ瀬桟橋」が設置されており、2002年夏まで海洋商船株式会社による「荒川水上バス」がお台場海浜公園船着場まで運航されていた。同社の事業停止（実質上倒産）後、埼玉県負担で係留船一隻と桟橋の撤去を行っている。
- 羽根倉橋傍にはカート・ミニバイク専用の「サーキット秋ヶ瀬」や、「KM自動車教習所（池袋に本社を置く届出自動車教習所）」の『綜合教習コース』といった民間施設がある。
- 羽根倉橋の手前・テニスコートのある東端の鴨川沿いには、管理センターの他、桜区役所・さいたま市記念総合体育館や浦和斎場など市営施設一帯とレッズランドがある。

## フィクションへの登場
- 1975年〜1979年に製作された東映映画『トラック野郎』シリーズのトラック走行シーンのロケに度々使用された。
- 東映制作メタルヒーローシリーズ各作品、スーパー戦隊シリーズ各作品、1981年~1993年にかけて制作された不思議コメディーシリーズ各作品、平成仮面ライダーシリーズ全作品にて撮影している。
- 東京事変の楽曲「心」（シングル「遭難」・アルバム「深夜枠」収録）の歌詞にも名前が登場する。

## その他
- 2024年3月中旬以降、シカがいるとの情報が市や埼玉県警浦和西署に寄せられた[5]。